# Ofensiva de los Cien Días
La Ofensiva de los Cien Días (8 de agosto al 11 de noviembre de 1918) fue una serie de ofensivas masivas aliadas que pusieron fin a la Primera Guerra Mundial. Comenzando con la batalla de Amiens (del 8 al 12 de agosto) en el Frente Occidental, los Aliados hicieron retroceder a las Potencias Centrales, deshaciendo sus avances de la ofensiva de primavera. Los alemanes se retiraron a la Línea Hindenburg, pero los Aliados rompieron la línea con una serie de victorias, comenzando con la batalla del canal de San Quintín el 29 de septiembre. La ofensiva, junto con una revolución que estalló en Alemania, condujo al Armisticio del 11 de noviembre de 1918, que puso fin a la guerra con una victoria aliada. El término «Ofensiva de los Cien Días» no se refiere a una batalla o estrategia, sino a la rápida serie de victorias aliadas contra las cuales los ejércitos alemanes no tuvieron respuesta.

## Antecedentes
La Ofensiva de Primavera Alemana en el frente occidental, que comenzó el 21 de marzo de 1918 con la Operación Michael se había acabado para julio. Los alemanes habían avanzado hasta el río Marne, pero no pudieron lograr un avance decisivo. Cuando la Operación Marne-Valera terminó en julio, el comandante supremo aliado, el francés Ferdinand Foch, ordenó una contraofensiva que se convirtió en la segunda batalla del Marne. Los alemanes, reconociendo su posición insostenible, se retiraron del Marne hacia el norte. Foch fue promovido a Mariscal de Francia por la victoria.
Foch consideró que había llegado el momento para que los aliados retomaran la ofensiva. Los estadounidenses estaban presentes en Francia en grandes cantidades, y su presencia vigorizaba los ejércitos aliados. Su comandante, el general John J. Pershing, estaba dispuesto a usar su ejército en un papel independiente. El Ejército británico también había sido reforzado por un gran número de soldados devueltos por las campañas en Palestina e Italia, y un gran número de reemplazos previamente retenidos en Gran Bretaña por el primer ministro David Lloyd George.
Varias de las propuestas fueron consideradas y, finalmente, Foch se puso de acuerdo con una propuesta presentada por el mariscal de campo Douglas Haig, comandante de la Fuerza Expedicionaria Británica (BEF, por sus siglas en inglés), para golpear en el río Somme, al este de Amiens y al suroeste del campo de batalla de la batalla del Somme de 1916, con la intención de obligar a los alemanes retirarse de la vital vía de tren de Amiens-París, de gran importancia. El Somme fue elegido como un lugar adecuado para la ofensiva por varias razones. Al igual que en 1916, el Somme marcaba el límite entre el BEF y los ejércitos franceses, pero en este caso se había definido por la carretera de Amiens-Roye, permitiendo a los dos ejércitos cooperar. También el campo de Picardía proporcionan una buena superficie para los tanques, que no era el caso en Flandes. Por último, las defensas alemanas, que constituía el Segundo Ejército del general Georg von der Marwitz, fueron relativamente débiles, después de haber sido objeto de saqueo continuo por los australianos en el proceso denominado penetración pacífica.

## Batallas iniciales

### Amiens
La batalla de Amiens (junto al ataque francés en el flanco sur conocido como la batalla de Montdidier, (en francés, Bataille de Montdidier) sucedió el 8 de agosto de 1918, con el ataque de más de 10 divisiones aliadas, las cuales eran fuerzas australianas, canadienses, británicas y francesas, con más de 500 tanques. A través de una cuidadosa preparación, los aliados lograron una completa sorpresa. El ataque, encabezado por los Cuerpos Australianos y los Cuerpos Canadienses del Cuarto Ejército Británico, rompieron las líneas alemanas, y los tanques aliados atacaron las posiciones posteriores, sembrando el pánico y la confusión. Al final del día, una brecha de 24 kilómetros de largo se habían creado en la línea alemana al sur del Somme. Los aliados habían tomado 17.000 prisioneros y capturaron 330 armas de fuego. Las pérdidas totales alemanas se estiman en 30.000 el 8 de agosto, mientras que los aliados habían sufrido cerca de 6500 muertos, heridos y desaparecidos. El colapso de la moral alemana llevó a Erich Ludendorff a llamarlo "el Día Negro del Ejército Alemán".
El avance continuó por más de tres días, pero sin los resultados espectaculares del 8 de agosto, ya que el rápido avance corrió más deprisa que la artillería de apoyo y se quedó sin suministros. Durante esos tres días, los aliados habían logrado ganar 19 km., pero la mayor parte de lo que habían hecho ocurrió en el primer día, como resultado de la adición de refuerzos a los alemanes. El 10 de agosto, los alemanes comenzaron a retirarse de la saliente que habían conseguido ocupar durante la Operación Michael en marzo, de vuelta hacia la Línea Hindenburg.

### Somme

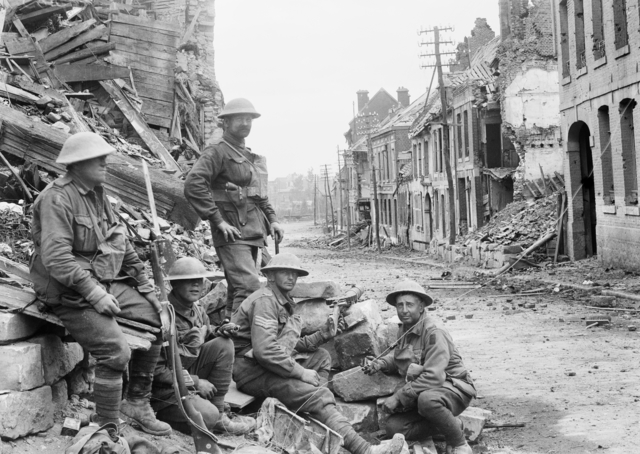
1 de septiembre de 1918, Péronne (Somme). Una posición de ametralladora establecida por el 54.º Batallón Australiano durante su ataque contra las fuerzas alemanas en la ciudad.

El 15 de agosto de 1918, Foch exigió a Haig que continuara la ofensiva de Amiens, a pesar de que el ataque flaqueaba, mientras las tropas excedían los suministros y las piezas de artillería, y las reservas alemanas estaban siendo desplazadas hacia el sector. Haig se negó, y en su lugar se prepararon para lanzar una nueva ofensiva el Tercer Ejército Británico en el Albert (batalla de Albert), que inició el 21 de agosto.
La ofensiva fue un éxito, empujando al Segundo Ejército Alemán a más de un 55 km. delante. Albert fue capturado el 22 de agosto. El ataque se amplió al sur, por el Décimo Ejército Francés, iniciando así la segunda batalla de Noyon (en francés, 2e Bataille de Noyon) el 17 de agosto, que finalizó con la captura de la ciudad de Noyon el 29 de agosto. El 26 de agosto, al norte del ataque inicial, el Primer Ejército Británico amplió el ataque otros 11 km con la segunda batalla de Arras. Bapaume cayó el 29 de agosto (durante la segunda batalla de Bapaume).

### Avance hasta la Línea Hindenburg

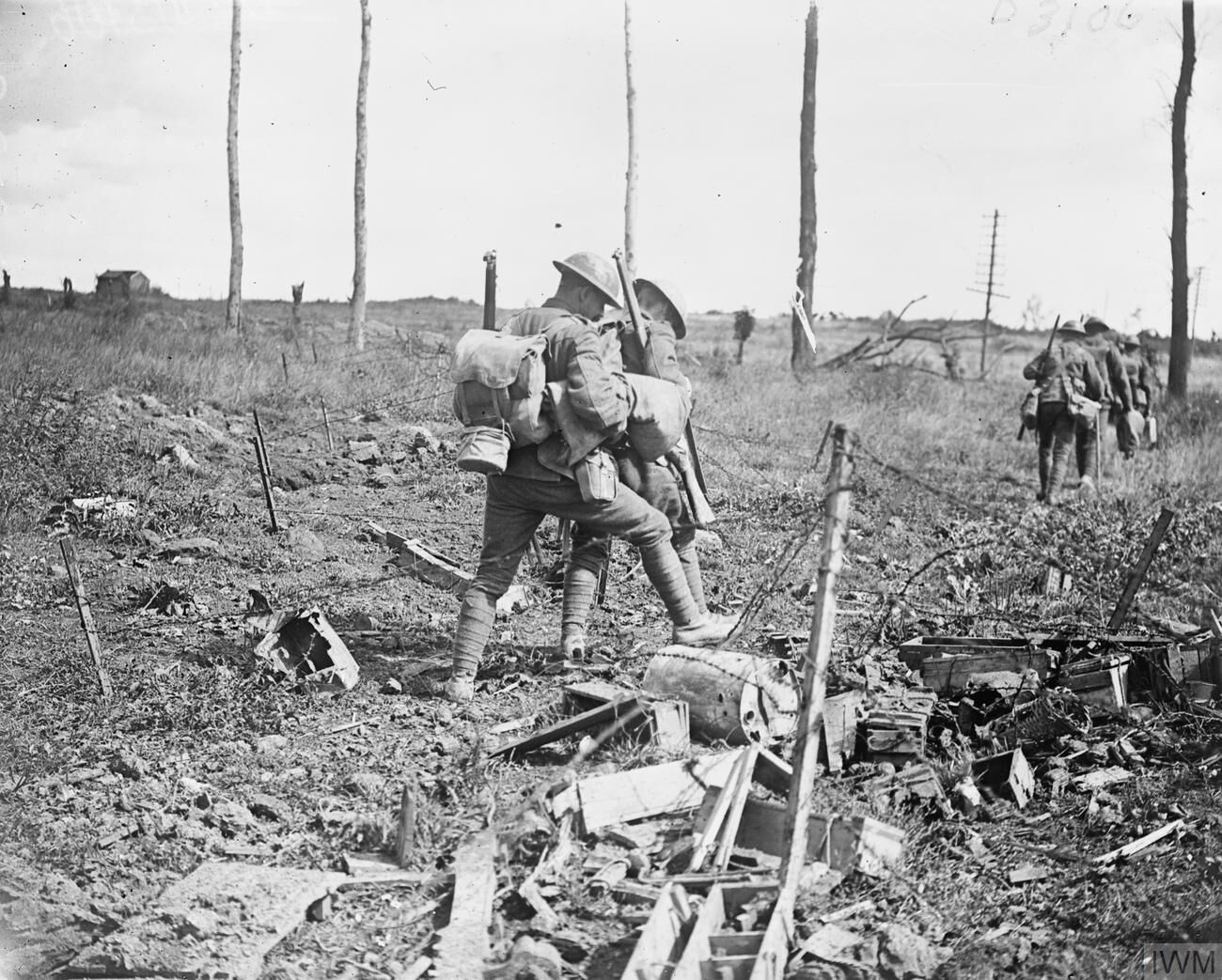
Tropas de los Fusileros Reales Inniskilling, 36.ª División (Ulster), avanzando desde la cadena de Ravelsburg hasta las afueras de Neuve Eglise, el 1 de septiembre de 1918.

Con la primera línea quebrada, una serie de batallas tuvieron lugar mientras los aliados obligaron a los alemanes retirarse a la Línea Hindenburg.
Al este de Amiens (después de la batalla de Amiens), con la artillería avanzando y las municiones repuestas, el Cuarto Ejército británico también reanudó su avance, cuando el cuerpo australiano cruzó el río Somme en la noche del 31 de agosto tras romper las líneas alemanas durante la batalla de Mont Saint-Quentin. El 26 de agosto, al norte del Somme, el Primer Ejército británico avanzó 11 km. en posición de ataque con la segunda batalla de Arras, la cual incluye a las batallas del río Scarpe (26 de agosto) y la de Drocourt-Quéant (2 de septiembre).
Al sur de las Fuerzas Expedicionarias Británicas, el Primer Ejército francés se acercó a la Línea Hindenburg en las afueras de Saint Quentin durante la batalla de Savy-Dallon (10 de septiembre), y el Décimo Ejército francés se acercó a la Línea Hindenburg cerca de Laon durante la batalla de Vauxaillon (14 de septiembre). El Cuarto Ejército británico se acercó a la Línea Hindenburg a lo largo del Canal St. Quentin durante la batalla de Épehy (18 de septiembre).
Al 2 de septiembre, los alemanes habían sido obligados a regresar cerca de la Línea Hindenburg, de la que había lanzado su ofensiva en la primavera.

### Batallas de la Línea Hindenburg

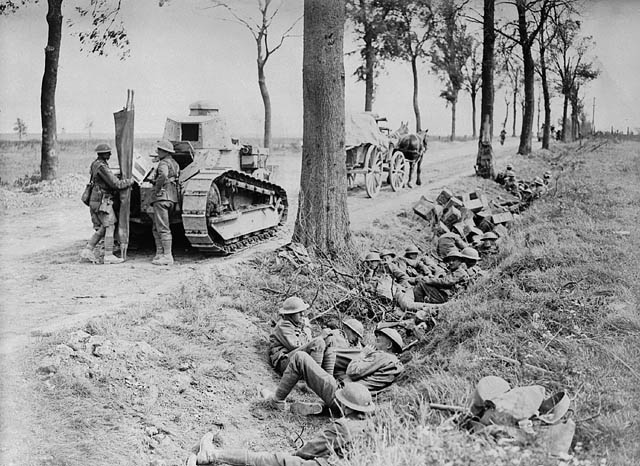
Las tropas canadienses refugiándose en una zanja a lo largo del camino Arras-Cambrai.

Foch ya había planeado una serie de grandes ataques concéntricos en las líneas alemanas en Francia (a veces referido como la "Gran Ofensiva"), con los distintos ejes de avance diseñados para cortar las comunicaciones de los alemanes, con la intención de que el éxito de un solo ataque permitiera a la primera línea entera avanzar.
Las principales defensas alemanas estaban ancladas en la Línea Hindenburg, una serie de fortificaciones defensivas que se extendían desde Cerny en el río Aisne a Arras. Antes de que la ofensiva principal de Foch se pusiera en marcha, el resto de los salientes oeste y este de los alemanes de la línea fueron aplastados en Havrincourt y en Saint-Mihiel el 12 de septiembre; y en Épehy y en el Canal du Nord el 27 de septiembre.
El primer ataque de la "Gran Ofensiva" de Foch fue lanzada el 26 de septiembre por las Fuerza Expedicionaria Estadounidense y la Francesa en la Ofensiva de Meuse-Argonne — esta ofensiva también incluye la batalla de Somme-Py (26 de septiembre), la batalla de Saint-Thierry (30 de septiembre), la batalla de Montfaucon (6 de octubre) y la batalla de Chesne (1 de noviembre). La ofensiva incluía atacar en terrenos difíciles, de lo que resultó que la Línea Hindenburg no se quebrara hasta que el 17 de octubre.
Dos días más tarde, el Grupo de Ejército bajo el mando de Alberto I de Bélgica (el Ejército Belga, el Segundo Ejército Británico, bajo el mando del General Herbert Plumer y la Sexto Ejército Francés, comandado por el General Degoutte) lanzó un ataque cerca de Ypres en Flandes (la quinta batalla de Ypres). Ambos ataques progresaron mucho al principio, pero se desaceleraron luego por problemas logísticos.
El 29 de septiembre, el ataque central a la Línea Hindenburg comenzó, con el Cuarto Ejército Británico, dirigido por el Cuerpo Australiano, atacando el Canal de San Quintín (la batalla del canal San Quintín) y el Primer Ejército Francés atacando fortificaciones fuera de San Quentín (la batalla de San Quintín). El 5 de octubre, los aliados habían roto a través de toda la profundidad de las defensas de Hindenburg en unos 19 mi (30,6 km) del frente. Rawlinson escribió «Si el Boche [Alemanes] no se muestra marcado por signos de deterioro durante el último mes, yo nunca debería haber previsto atacar la Línea Hindenburg. Si hubiera sido defendida por los alemanes de hace dos años, sin duda habría sido inexpugnable...»
Posteriormente (el 8 de octubre), un ataque, dirigido por los Cuerpos de Canadá y los 1º y 3º ejércitos británicos, quebró la Línea Hindenburg en la batalla de Cambrai.
Este colapso obligó al Alto Mando alemán a aceptar que la guerra tenía que ser terminada. La evidencia de la baja moral alemana también convenció a muchos comandantes aliados y líderes políticos de que la guerra podría terminar en 1918; previamente, todos los esfuerzos se habían concentrado en la creación de fuerzas para montar un ataque decisivo en el 1919.

## Más allá de la Línea Hindenburg

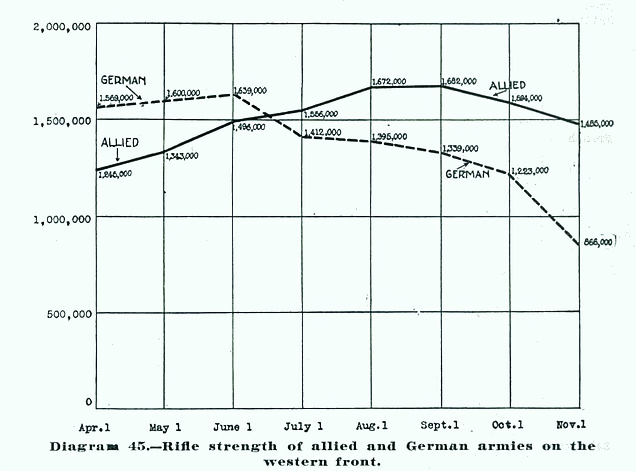
Evolución del número de fusileros disponibles en el frente alemanes y aliados antes y después de la Ofensiva de los Cien Días y la llegada de tropas estadounidenses adicionales.

Hasta octubre, los ejércitos alemanes se retiraron a través del territorio ganado en 1914. Los aliados presionaron a los alemanes hacia la línea de ferrocarril lateral de Metz a Brujas (que se muestra en el mapa a la cabeza de este artículo), que había suministrado a la totalidad del frente en el norte de Francia y Bélgica durante gran parte de la guerra. A medida que los ejércitos aliados llegaron a esta línea, los alemanes se vieron obligados a abandonar cada vez más grandes cantidades de equipo pesado y suministros, reduciendo aún más su moral y su capacidad para resistir.
Las víctimas permanecieron numerosas en todas las fuerzas de combate aliadas, así como en la retirada del ejército alemán. Acciones de retaguardia se libraron durante la persecución del Selle (9 de octubre), la batalla de Courtrai (14 de octubre), la batalla de Mont-D’Origny (15 de octubre), la batalla del Selle (17 de octubre), la batalla de Lys y Escaut (20 de octubre) (incluidas las batallas de Lys y de Escaut), la batalla del Serre (20 de octubre), la batalla de Valenciennes (1 de noviembre) y la batalla del Sambre (incluidas la Segunda batalla de Guise) (4 de noviembre) y la batalla de Thiérache) (4 de noviembre), con la lucha continua hasta los últimos minutos antes del armisticio, que entró en vigor a las 11:00 el 11 de noviembre de 1918. Uno de los últimos soldados en morir fue el canadiense George Lawrence Price, dos minutos antes de que el armisticio entrara en vigor.